# 杰克逊维尔市中心

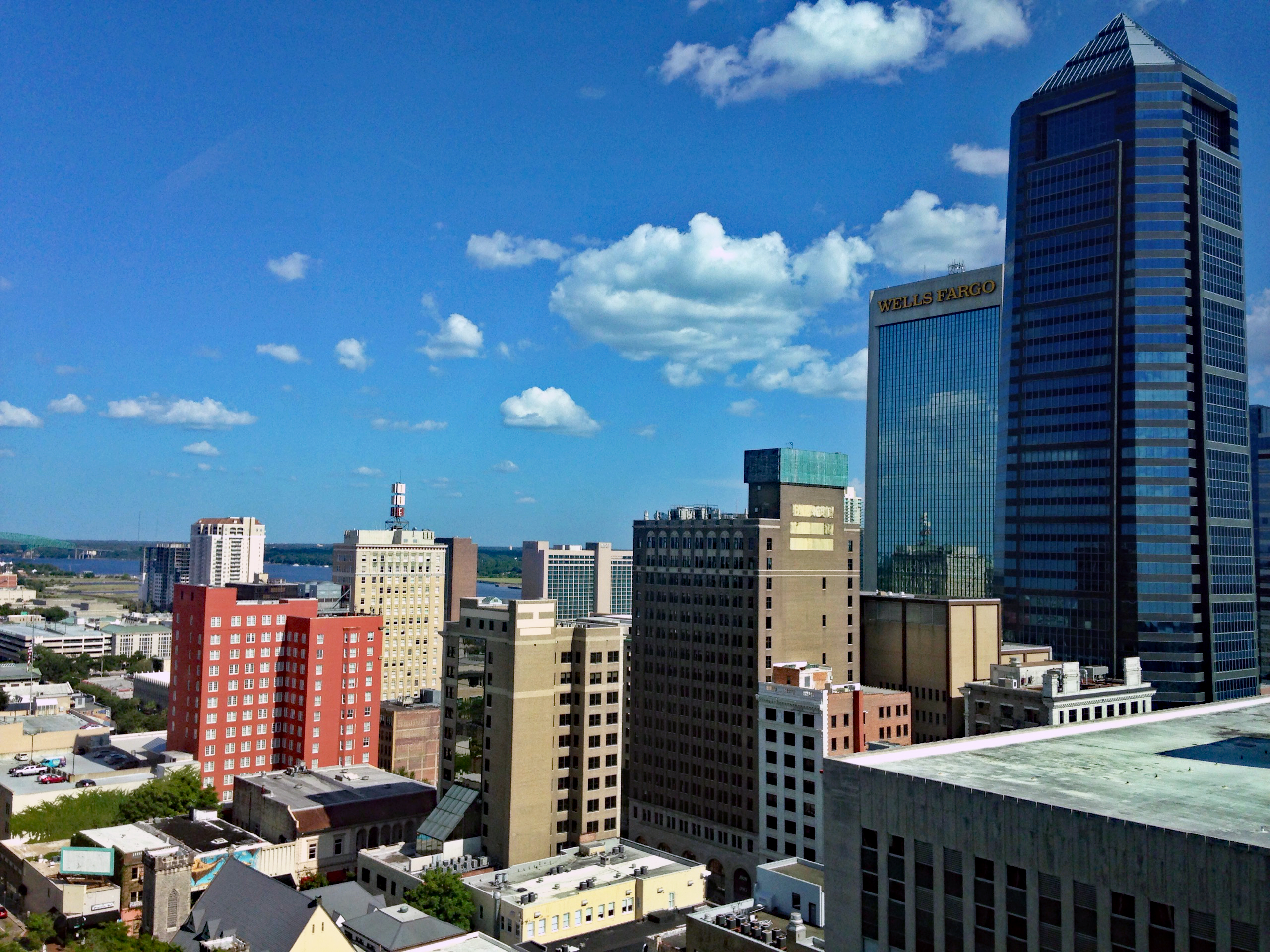
天际线

杰克逊维尔市中心（Downtown Jacksonville）是佛罗里达州杰克逊维尔的中央商业区与多样化的居民区，约8,000人居住。2015年的研究发现，该小区提供超过59,000人就业。